# Ornithoica hovana
Ornithoica hovana är en tvåvingeart som beskrevs av Maa 1966. Ornithoica hovana ingår i släktet Ornithoica och familjen lusflugor.
Artens utbredningsområde är Madagaskar. Inga underarter finns listade i Catalogue of Life.